# Zabu Wahlen
 (août 2024).
Zabu Wahlen, née Elisabeth Wirz à Vevey le 16 octobre 1943, est une tisserande et écrivain vaudoise.

## Biographie
Zabu Wahlen, tisserande, réalise des sculptures monumentales en tissu.
Lors d’une visite au Musée Segantini de Saint-Moritz, apprenant qu’au moment où le cercueil de Giovanni Segantini a traversé la vallée, tous les paysans sont sortis pour lui rendre hommage. Zabu Wahlen, émue et intriguée par la nature de ce geste, décide de refaire le trajet du cortège funèbre à pied, en car et en train, en plusieurs fois, pour demander aux gens de la région ce qu’ils savent encore de cet événement, de ce peintre et de son époque.
Elle donne ainsi naissance à un opuscule publié aux éditions art&fiction en 2007, Sur les traces de Segantini…, une enquête écrite comme une chronique sous forme de collages, dans laquelle sentiments, sensations et interprétations s'entremêlent.

## Principales expositions
- 2011 Mode de vie, les planches, exposition art&fiction, Maison Visinand, Montreux
- 2011 Mode de vie, une bibliothèque, exposition art&fiction, Halle Nord, Genève
- 2010 Mode de vie, un index, BCU, Palais de Rumine, Lausanne
- 2006 Trois regards au feminin, Le Manoir de la Ville de Martigny, Martigny
- 2005 Zabu Wahlen. Entre densité et transparence, Galerie Arts et Lettres, Vevey
- 1998 De Révolution en R'évolution, Galerie de l'Hôtel de Ville, Yverdon-les-Bains
- 1997 Libre regard sur la scène artistique veveysanne, Musée Jenisch, Vevey
- 1994 Zabu Wahlen. Œuvres tissées, Galerie Arts et Lettres, Vevey
- 1987 Ecritures textiles. 28 artistes, Galerie Filambule, Lausanne

## Publications
- Zabu Wahlen, Roulent leurs eaux à contretemps, Lausanne, art&fiction, coll. « Re:Pacific », 2016, 256 p. (ISBN 978-2-940570-15-7)

- Zabu Wahlen, Sur les traces de Segantini…, Lausanne, art&fiction, coll. « Shushlarry », 2007, 134 p. (ISBN 978-2-940377-10-7)

- Aloha, Lausanne, art&fiction, coll. « Re:Pacific », 2016, 7 p. (Contributions de Hubert Renard, Sarah Hildebrand, Alexandre Friederich, Manuel Perrin, Jérôme Meizoz, Marisa Cornejo, Gérard Genoud, Flynn Maria Bergmann, Alessandro Mercuri, Pascale Favre, Robert Ireland, Marcel Miracle, Pierre Escot, Philippe Fretz, Laurence Boissier, Pierre Loye, Claude-Hubert Tatot, Zabu Wahlen, Christian Pellet, Aymeric Vergnon d’Alançon, Noëlle Corboz, Julia Sørensen, Claudius Weber, Alexandre Loye, Stéphane Fretz, Jérôme Stettler)